# Pandemia

Mapa del mundo que muestra los países que afectó la pandemia influenza A(H1N1) en 2009.

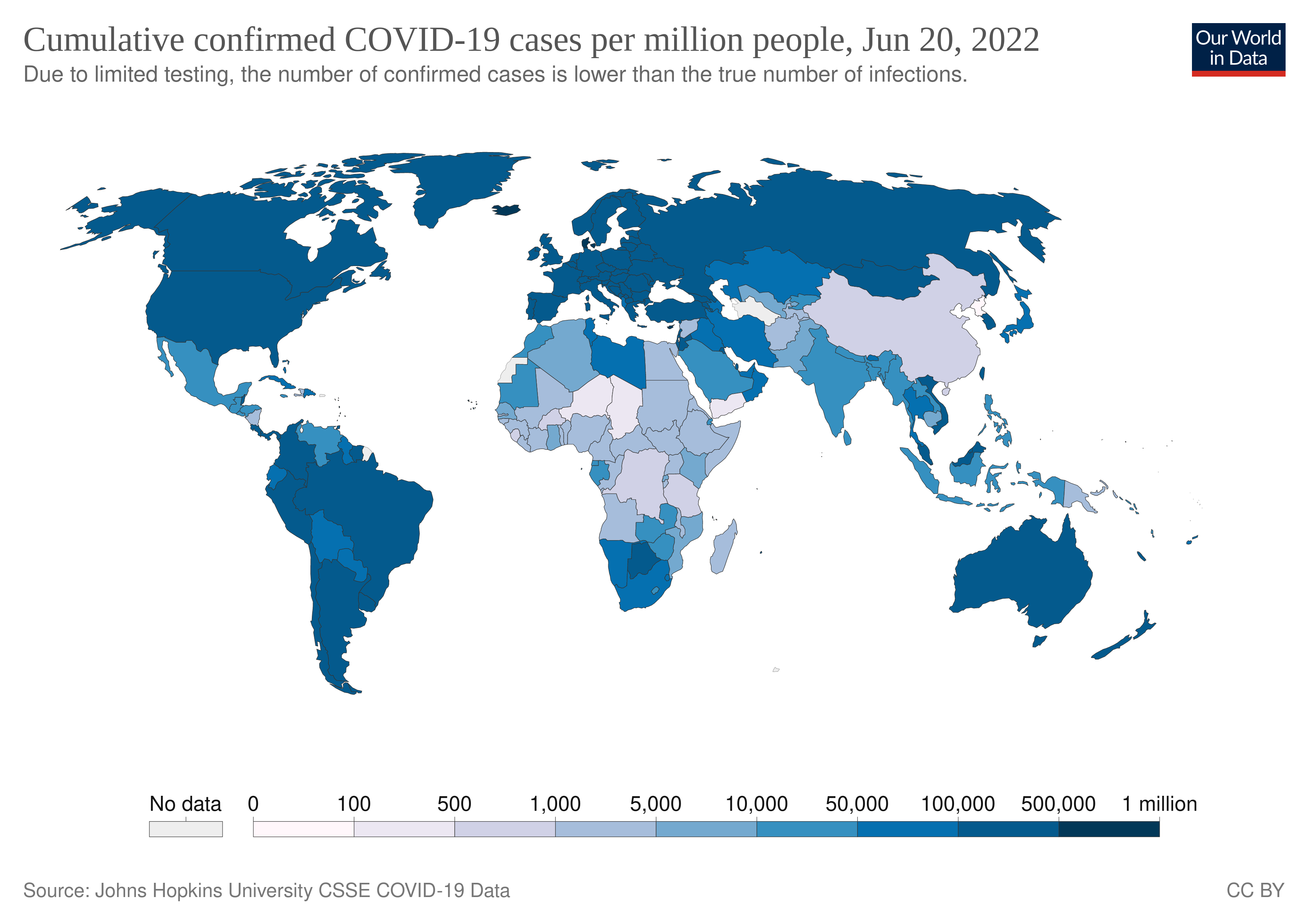
Total de casos confirmados de COVID-19 por millones de personas, al 20 de junio de 2022.

Una pandemia (del griego πανδημία, de παν, pan, "todo", y δήμος, demos, ‘pueblo’, expresión que significa ‘todo el pueblo’) es una epidemia de una enfermedad infecciosa que se ha propagado en un área geográficamente extensa, por ejemplo, en varios continentes o en todo el mundo, afectando a un número considerable de personas.
A lo largo de la historia de la humanidad, ha habido una serie de pandemias de enfermedades como la viruela. La pandemia más fatal en la historia registrada fue la Peste Negra (también conocida como La Peste), que mató aproximadamente entre 75 y 200 millones de personas en el siglo XIV. El término aún no se usó, hasta las posteriores pandemias, incluida la pandemia de gripe de 1918.
Las pandemias actuales incluyen la tuberculosis, y el VIH/SIDA.

## Definición
Es una enfermedad que se extiende a muchos países y continentes, traspasa gran número de fronteras, supera el número de casos esperados y persiste en el tiempo; además, ataca a casi todos los individuos de una localidad o región. Una pandemia es una epidemia que ocurre a una escala que cruza las fronteras internacionales y que generalmente afecta a personas a escala mundial. Una enfermedad o afección, por el hecho de estar extendida o que causa muchas muertes no es una pandemia, ya que debe tener un carácter infeccioso. Por ejemplo, el cáncer es responsable de muchas muertes, pero no se considera una pandemia porque la enfermedad no es contagiosa (es decir, fácilmente transmisible) y tampoco es infecciosa.

## Evaluación

### Etapas
La Organización Mundial de la Salud (OMS) aplicó previamente una clasificación de seis etapas para describir el proceso por el cual un nuevo virus pasa de las primeras infecciones en humanos a considerarse una pandemia. Comienza cuando la mayoría de los animales están infectados con un virus y algunos casos en los que los animales infectan a las personas, luego pasa a la etapa en la que el virus comienza a transmitirse directamente entre las personas y termina con la etapa en la que las infecciones en humanos por el virus se han extendido por todo el mundo. En febrero de 2020, un portavoz de la OMS aclaró que "no existe una categoría oficial para una pandemia".
Descripciones de la fase pandémica de influenza de la Organización Mundial de la Salud (OMS)
| Fase 1 | Fase 2                                       | Fase 3                                    | Fase 4                                | Fase 5                                          | Fase 6                                        | Publicar pico                                                    | Publicar nueva ola                                        | Pospandémica                                              |
| --- | -------------------------------------------- | ----------------------------------------- | ------------------------------------- | ----------------------------------------------- | --------------------------------------------- | ---------------------------------------------------------------- | --------------------------------------------------------- | --------------------------------------------------------- |
| Probabilidad incierta de pandemia | Probabilidad incierta de pandemia            | Probabilidad incierta de pandemia         | Probabilidad media a alta             | Probabilidad alta                               | Pandemia en curso                             | —                                                                | —                                                         | —                                                         |
| Solo infección de animal a animal | Infección de animal a humano                 | Casos esporádicos o agrupados en humanos  | —                                     | —                                               | —                                             | —                                                                | —                                                         | —                                                         |
| — | (Considerado una amenaza de pandemia humana) | Sin brotes sostenidos a nivel comunitario | Brotes sostenidos a nivel comunitario | Sostenida en dos países de una región de la OMS | Sostenido en el país en otra región de la OMS | Los niveles caen por debajo del pico en la mayoría de los países | Actividad aumentando de nuevo en la mayoría de los países | Los niveles vuelven a los niveles estacionales ordinarios |
| - Fases 3-6: "Sostenida" implica transmisión de persona a persona - Después de la Fase 6: "países" implica aquellos "con vigilancia adecuada". - La OMS ya no usa oficialmente la categoría "pandemia". |                                              |                                           |                                       |                                                 |                                               |                                                                  |                                                           |                                                           |

En una conferencia de prensa virtual en mayo de 2009 sobre la pandemia de la gripe, el Dr. Keiji Fukuda, Subdirector General interino de Seguridad Sanitaria y Medio Ambiente de la OMS dijo: "Una manera fácil de pensar en una pandemia... es decir: una pandemia es un brote global. Entonces podría preguntarse: "¿Qué es un brote global?" Brote global significa que vemos tanto la propagación del agente... y luego vemos actividades de la enfermedad además de la propagación del virus".
Al planificar una posible pandemia de gripe, la OMS publicó un documento sobre orientación de preparación para una pandemia en 1999, revisado en 2005 y 2009, definiendo las fases y las acciones apropiadas para cada fase en un aide-mémoire titulado Descripciones de las fases de la pandemia de la OMS y acciones principales por fase. La revisión de 2009, incluidas las descripciones de una pandemia y las fases que llevaron a su declaración, se finalizó en febrero de 2009. La pandemia del virus H1N1 2009 no estaba en el horizonte en ese momento ni se menciona en el documento. Todas las versiones de este documento se refieren a la gripe. Las fases están definidas por la propagación de la enfermedad. La virulencia y la mortalidad no se mencionan en la definición actual de la OMS, aunque estos factores se han incluido previamente.

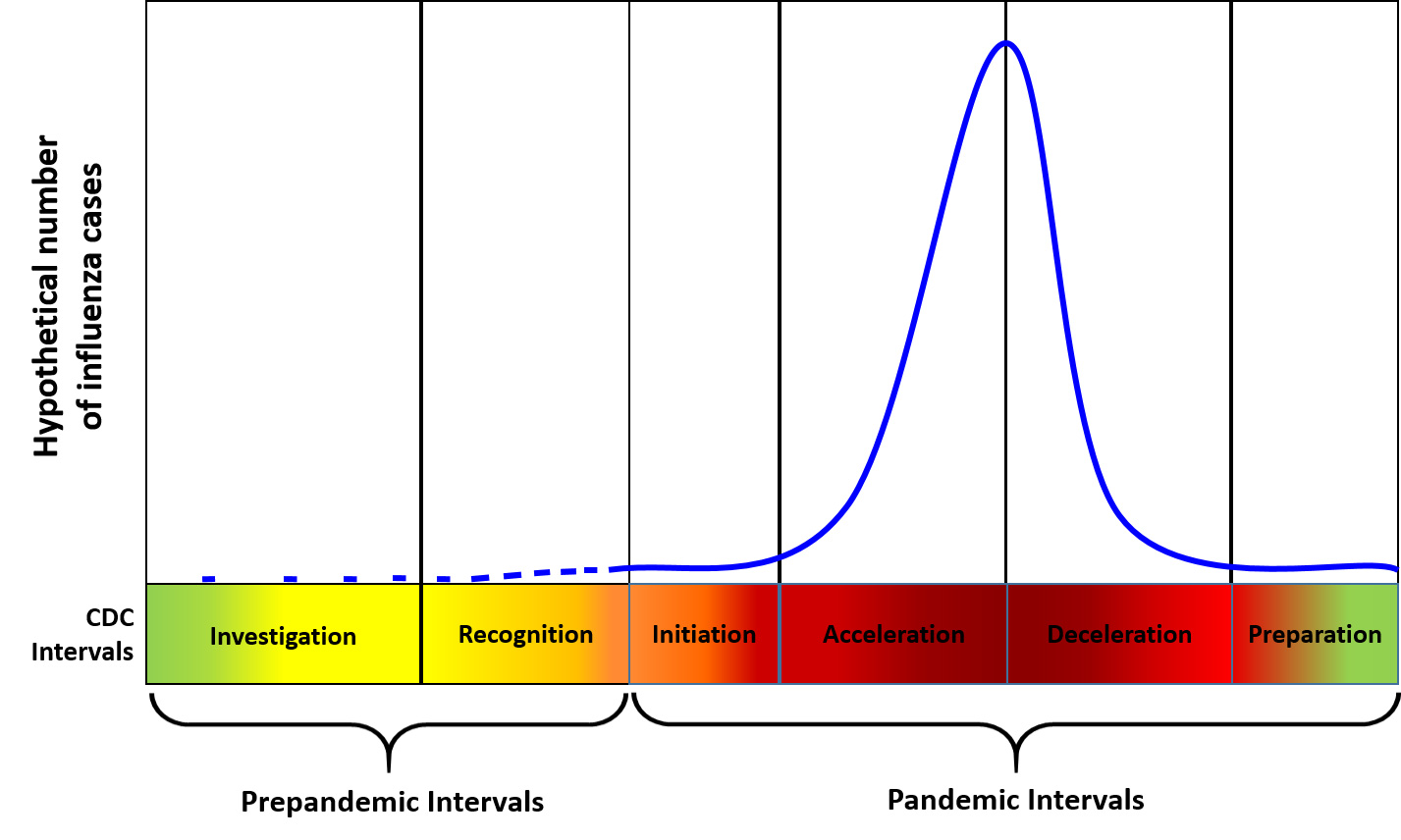
Intervalos de gripe en el Marco de intervalos pandémicos de los CDC

En 2014, los Centros para el Control y la Prevención de Enfermedades de los Estados Unidos introdujeron un marco análogo a las etapas pandémicas de la OMS titulado Marco de intervalos pandémicos. Incluye dos intervalos prepandémicos,
- Investigación
- Reconocimiento

y cuatro intervalos pandémicos,
- Iniciación
- Aceleración
- Desaceleración
- Preparación

También incluye una tabla que define los intervalos y los relaciona con las etapas de la pandemia de la OMS.[cita requerida]

### Gravedad
En 2014, los Centros para el Control y la Prevención de Enfermedades de los Estados Unidos adoptaron el Marco de evaluación de la gravedad de una pandemia (PSAF) para evaluar la gravedad de las pandemias. El PSAF reemplazó el índice lineal de gravedad de la pandemia de 2007, que suponía una propagación del 30% y una tasa de letalidad medida (TL o CFR en inglés) para evaluar la gravedad y la evolución de la pandemia.
Históricamente, las medidas de gravedad de la pandemia se basaban en la tasa de letalidad. Sin embargo, la tasa de letalidad podría no ser una medida adecuada de la gravedad de una pandemia durante una respuesta pandémica porque:
- Las muertes pueden retrasarse varias semanas con respecto a los casos, lo que hace que la tasa de letalidad sea subestimada.
- Es posible que no se conozca el número total de casos, lo que hace que la tasa de letalidad sea una sobreestimación.[22]
- Una tasa única de letalidad para toda la población puede ocultar el efecto en subpoblaciones vulnerables, como niños, ancianos, personas con enfermedades crónicas y miembros de determinadas minorías raciales y étnicas.
- Las muertes por sí solas pueden no explicar todos los efectos de la pandemia, como el absentismo o la demanda de servicios de salud.

Para tener en cuenta las limitaciones de medir la tasa de letalidad por sí sola, el PSAF clasifica la gravedad de un brote de enfermedad en dos dimensiones: gravedad clínica de la enfermedad en personas infectadas; y la transmisibilidad de la infección en la población. Cada dimensión se puede medir utilizando más de una métrica, que se escalan para permitir la comparación de las diferentes métricas. En cambio, la gravedad clínica se puede medir, por ejemplo, como la relación entre muertes y hospitalizaciones o utilizando marcadores genéticos de virulencia. La transmisibilidad se puede medir, por ejemplo, como el ritmo reproductivo básico R 0 y el intervalo de serie o mediante la inmunidad de la población subyacente. El marco proporciona pautas para escalar las diversas medidas y ejemplos de evaluación de pandemias pasadas utilizando el marco.[cita requerida]

## Pandemias históricas
Ha habido un número importante de pandemias en la historia humana, todas ellas generalmente zoonosis, que han llegado con la domesticación de animales, tales como la viruela, difteria, gripe y tuberculosis. Ha habido un número de epidemias particularmente importantes que merecen una mención por encima de la «mera» destrucción de ciudades:
- La plaga de Atenas: Durante la guerra del Peloponeso, 430 a. C., un agente desconocido, posiblemente fiebre tifoidea[23] mató a la cuarta parte de las tropas atenienses y a una cuarta parte de la población a lo largo de cuatro años. Esto debilitó fatalmente la preeminencia de Atenas, pero la virulencia absoluta de la enfermedad evitó una mayor expansión.

- La peste antonina, 165-180. Posiblemente viruela traída del Oriente próximo, mató a una cuarta parte de los infectados y hasta cinco millones en total. En el momento más activo de un segundo brote (251-266), se dijo que morían 5000 personas por día en Roma.[24]
- La peste de Justiniano comenzó en 541. Fue el primer brote registrado de la peste bubónica. Empezó en la provincia de Egipto y alcanzó Constantinopla en la siguiente primavera. Según el cronista bizantino Procopio de Cesarea, la peste, en su momento más activo, mataba a 10 000 personas por día, reduciendo a la población de Constantinopla en casi un 40%. Continuó hasta destruir incluso la cuarta parte de los habitantes del Mediterráneo oriental.[25]
- La peste negra comenzó en el siglo XIV. Ochocientos años tras el último brote, la peste bubónica volvía a Europa. Comenzando en Asia, la enfermedad alcanzó el Mediterráneo y Europa occidental en 1348 (posiblemente llevada por mercaderes italianos que huían de la guerra en Crimea), y mató a veinte millones de europeos en seis años, una cuarta parte de la población total y hasta la mitad en las zonas urbanas más afectadas.
- El tifus es la enfermedad epidémica de tiempo de guerra, y ha sido llamada algunas veces «fiebre de los campamentos» debido a su patrón de estallar en tiempos de penalidades. Emergiendo durante las Cruzadas, tuvo su primer impacto en Europa en 1489, en España. Durante la lucha entre los españoles cristianos y musulmanes en Granada, los cristianos perdieron 3000 efectivos por bajas de guerra y 20.000 por tifus. En 1528 los franceses perdieron 18.000 efectivos de sus tropas en Italia y perdieron la supremacía en Italia en favor de los españoles. En 1542, 30 000 personas murieron de tifus mientras combatían a los otomanos en los Balcanes. La enfermedad también jugó un papel de importancia en la destrucción de la Grande Armée de Napoleón en Rusia en 1811.
- Las múltiples epidemias que se produjeron a causa de la propagación de los exploradores europeos hacia las poblaciones del resto del mundo, fueron principalmente causadas por los virus de la Viruela y el Sarampión y son consideradas eventualidades locales de extraordinaria virulencia.
  - Las enfermedades del Viejo Continente mataron a gran parte de la población nativa (guanche) de las Islas Canarias, en el siglo XVI.
  - La mitad de la población nativa de la isla La Española murió en 1518 por la viruela.
  - La viruela azotó a México en la década de 1520, donde murieron 150.000 personas solo en Tenochtitlan, incluido el emperador.
  - En Perú, en la década de 1530, la alta tasa de mortalidad de los nativos ayudó a los conquistadores españoles.
  - El sarampión mató a dos millones más de nativos mexicanos en la década de 1600.
  - Además, de 1848 a 1849, se estima que fallecieron aproximadamente 40.000 nativos hawaianos, de hasta un total de 150.000 a causa de sarampión, tos ferina y gripe.
- El cólera - véase: Pandemias de cólera en España y Cólera (siglo XIX).
  - Primera pandemia (1816-1826). Previamente restringida al subcontinente indio, comenzó en Bengala y se expandió a través de la India hacia 1820. Se extendió hasta la China y el mar Caspio antes de disminuir.
  - La segunda pandemia (1829-1851) alcanzó Europa, Londres en 1832, Nueva York en el mismo año, y la costa del Pacífico en Norteamérica por 1834.
  - La tercera pandemia (1852-1860) afectó principalmente a Rusia, con más de un millón de muertos.
  - La cuarta pandemia (1863-1875) se extendió en su mayor parte por Europa y África.
  - La quinta pandemia (1899-1923) tuvo pocos efectos en Europa, gracias a los avances en la salud pública, pero Rusia se vio gravemente afectada de nuevo.
  - La sexta pandemia, llamada «El Tor», por la cepa, comenzó en Indonesia en 1961 y alcanzó Bangladés en 1963, India en 1964, y la URSS en 1966.
  - La pandemia de América Latina (1991-1993), que causó cerca de 800.000 afectados y alrededor de 7500 muertos.
- La gripe rusa de 1889-1890 que, originada en San Petersburgo, se expandió pronto por el resto de Europa y luego a América. Provocó una mortalidad muy baja del 1% pero, debido al gran número de afectados, se cree que causó la muerte de alrededor de 1 000 000 de personas en todo el mundo.
- La gripe de 1918 (1918-1919). Comenzó en marzo de 1918 en Fort Riley, Kansas, Estados Unidos. Una grave y mortífera cepa de gripe se expandió por el mundo. La enfermedad mató a 25 millones de personas en el curso de seis meses; algunos estiman el total de muertos en todo el mundo en más del doble de ese número. De ellos, se calculan en torno a 10-17 millones de fallecidos en la India británica, 600.000 en los Estados Unidos, 400.000 en Francia y en Italia, 250.000 en Reino Unido y 200.000 en España, entre otros. Se desvaneció en 18 meses, y la cepa concreta fue la H1N1. Se le conoció popularmente como gripe española.
- La gripe asiática de 1957. Se originó en China y mató a más de 1 millón de personas en todo el mundo.
- La gripe de Hong Kong de 1968. Causó cerca de 1 millón de muertes a nivel global, de las cuales cerca de la mitad se generó en Hong Kong, entonces territorio británico, en un lapso de dos semanas.
- La gripe rusa de 1977. Afectó únicamente a la población menor de 25 años. El número de víctimas ronda las 700.000.[26][27]
- El VIH/SIDA (1981-). Es la enfermedad que consiste en la incapacidad del sistema inmunitario para hacer frente a las infecciones y otros procesos patológicos. Se considera pandemia debido a su rápida propagación. Surgida en el África central, se expandió luego a los cinco continentes. Sus víctimas se estiman entre los 20 y 25 millones, sobre todo en África.[28]
- El síndrome respiratorio agudo severo (SARS) de 2002. Surgió en la provincia de Guangdong en China. Afectó a 8098 personas, cobrándose 774 víctimas mortales, la gran mayoría en el sudeste asiático.
- La gripe aviaria de 2003, en su cepa H5N1, se convirtió en amenaza de pandemia en 2005, cuando se produjeron los primeros contagios en seres humanos. Sin embargo, aunque millones de aves de corral tuvieron que ser sacrificadas, principalmente en el sudeste asiático, en la población humana solo hubo que lamentar unas pocas decenas de víctimas.
- La gripe A (H1N1), también conocida impropiamente como gripe porcina (2009-2010), fue una enfermedad infecciosa causada por una variante del Influenzavirus A (subtipo H1N1). La Organización Mundial de la Salud (OMS) la clasificó como pandemia durante catorce meses, durante los cuales se expandió desde su origen en México, a todo el resto del mundo. Tuvo una mortalidad baja en relación con su amplia distribución (11-21 % de la población mundial infectada), dejando tras de sí entre 150.000 y 575.000 víctimas mortales.
- El ébola. Desde su aparición en 1976 se han sucedido varios brotes de esta enfermedad, siempre en el África subsahariana, y el más importante fue el de 2014-2016, que provocó más de 11 000 muertes.
- La pandemia de COVID-19, producida por el coronavirus SARS-CoV-2 (2019-2023).[29] El SARS-CoV-2 hizo su aparición en la ciudad de Wuhan, capital de la provincia de Hubei, al oeste de Shanghái. El 11 de febrero de 2020, la Organización Mundial de la Salud lo denominó oficialmente como COVID-19, y un mes después, el 11 de marzo, fue declarado el estatus de pandemia por la expansión del virus. El SARS-CoV-2 se propaga muy rápido y tiene mortalidad media, dejando ya más de 7 millones de muertes confirmadas. Su facilidad de contagio obligó a implantar cuarentena en prácticamente todo el mundo entero.

Hay también varias enfermedades desconocidas que fueron extremamente graves pero que ahora se han desvanecido, de manera que su etiología no puede determinarse. Por ejemplo, la peste antes mencionada de Grecia en el 430 a. C. y el sudor inglés de la Inglaterra del siglo XVI.

## Condiciones para una posible pandemia vírica
La OMS indica que, para que pueda aparecer una pandemia, se necesita:
- Que aparezca un microorganismo nuevo, que no haya circulado previamente y por lo tanto, no exista población inmune a él.
- Que el microorganismo sea capaz de producir casos graves de enfermedad o la muerte.
- Que el microorganismo tenga la capacidad de transmitirse de persona a persona de forma eficaz.

Clasificación propuesta por la OMS para las pandemias de gripe: